# Čemernica (Pale-Prača)
Pour les articles homonymes, voir Čemernica.
Čemernica (en cyrillique : Чемерница) est un village de Bosnie-Herzégovine. Il est situé dans la municipalité de Pale-Prača, dans le canton du Podrinje bosnien et dans la fédération de Bosnie-et-Herzégovine. Selon les premiers résultats du recensement bosnien de 2013, il compte 40 habitants.
Avant la guerre de Bosnie-Herzégovine, le village faisait partie de la municipalité de Pale ; après la guerre, son territoire a été rattaché à municipalité de Pale-Prača nouvellement créée et intégrée à la Fédération de Bosnie-et-Herzégovine.

## Démographie

### Évolution historique de la population dans la localité
| 1948 | 1953 | 1961 | 1971 | 1981 | 1991 | 2013 |
| ---- | ---- | ---- | ---- | ---- | ---- | ---- |
| -    | -    | 272  | 245  | 182  | 79   | 40   |

|  |